# Jean Todt
Jean Todt (ur. 26 lutego 1946 w Pierrefort) – francuski kierowca oraz pilot rajdowy, od 2009 do 2021 prezydent Fédération Internationale de l’Automobile, Specjalny Wysłannik SG ONZ ds. Bezpieczeństwa na drogach.

## Życiorys

### Dzieciństwo i początki kariery
Urodził się w Pierrefort we francuskim departamencie Cantal, jest pochodzenia francuskiego i polskiego. Jego ojciec jako polski Żyd przybył do Francji w wieku 17 lat Jean rozpoczął karierę w Mini Cooper S, którego pożyczył od ojca. Później współpracował z Peugeotem, gdzie zajmował się rajdami (w młodości był pilotem, ma nawet na koncie zwycięstwo w Rajdzie Polski w 1973 r.). W Peugeot Talbot Sport jeździł do zakończenia kariery sportowej w 1981 roku.
W 1984 roku zaczął zarządzać Peugeotem w Rajdowych Mistrzostwach Świata. W latach 1985–1986 Juha Kankkunen wywalczył mistrzostwa w Rajdowych Mistrzostwach Świata jeżdżąc Peugeotem 205. W latach 90. XX w. Peugeot 905 odnosił sukcesy w 24-godzinnym wyścigu Le Mans oraz World Sportscar Championship.

### Formuła 1
W 1993 roku został szefem pogrążonego w konfliktach zespołu Ferrari. Trzy lata później wraz z Michaelem Schumacherem i strategiem Rossem Brawnem miał wyprowadzić stajnię z kryzysu. W ciągu kilku sezonów stworzył zespół inżynierów, który umożliwił Michaelowi Schumacherowi wywalczenie pięciu tytułów mistrzowskich z rzędu w sezonach 2000–2004 i 6 konstruktorskich. W dniu 27 listopada 2007 r. Todt został zastąpiony przez Stefano Domenicaliego na stanowisku dyrektora generalnego Ferrari. Po odejściu Schumachera z F1 pozostał w zespole Scuderii do 17 marca 2009, kiedy to ogłosił odejście z włoskiej stajni.

### Fédération Internationale de l’Automobile
23 października 2009 Jean Todt został nowym prezydentem Fédération Internationale de l’Automobile, zastępując na tym stanowisku urzędującego od 1993 roku Maxa Mosleya. W 2021 podczas oficjalnej gali Fédération Internationale de l’Automobile, pożegnano Jeana Todta, który po 12 latach i upływie dwóch kadencji zakończył właśnie pracę w roli prezydenta Fédération Internationale de l’Automobile. Francuz w ramach pożegnalnego prezentu otrzymał gablotę z kaskami wszystkich kierowców rywalizujących w tym sezonie Formuły 1, a także kask z podpisami wszystkich mistrzów świata za jego kadencji. Na jego miejsce został wybrany Mohammed Ben Sulayem.

### Specjalny wysłannik Sekretarza Generalnego ONZ ds. Bezpieczeństwa na drogach
W dniu 29 kwietnia 2015 roku został powołany na stanowisko specjalnego wysłannika Sekretarza Generalnego Organizacji Narodów Zjednoczonych do spraw bezpieczeństwa na drogach.

## Edukacja
Jean Todt jest absolwentem EDC Paris Business School.

### Pozostała działalność
Jean Todt, wraz ze swoim długoletnim przyjacielem – Michaelem Schumacherem – zagrał epizodyczną rolę w filmie Asterix na olimpiadzie z 2008 roku. Schumacher zagrał kierowcę czerwonego rydwanu, a Todt odegrał rolę szefa jego zespołu.

## Odznaczenia
Jest kawalerem Legii Honorowej, odznaczony także wieloma zagranicznymi orderami i odznaczeniami.

## Życie prywatne
Jest partnerem Michelle Yeoh. Jego syn Nicolas Todt jest współwłaścicielem zespołu ART Grand Prix w GP2 i menadżerem kierowców F1, między innymi Brazylijczyka Felipe Massy.